# Titelblatt
Als Titelblatt wird das Blatt einer Publikation bezeichnet, auf dem sich die Titelseite befindet. Diese wird auf die Vorderseite (recto) dieses Blattes gedruckt. Titelblatt wird häufig synonym für Titelseite verwendet.

## Lage

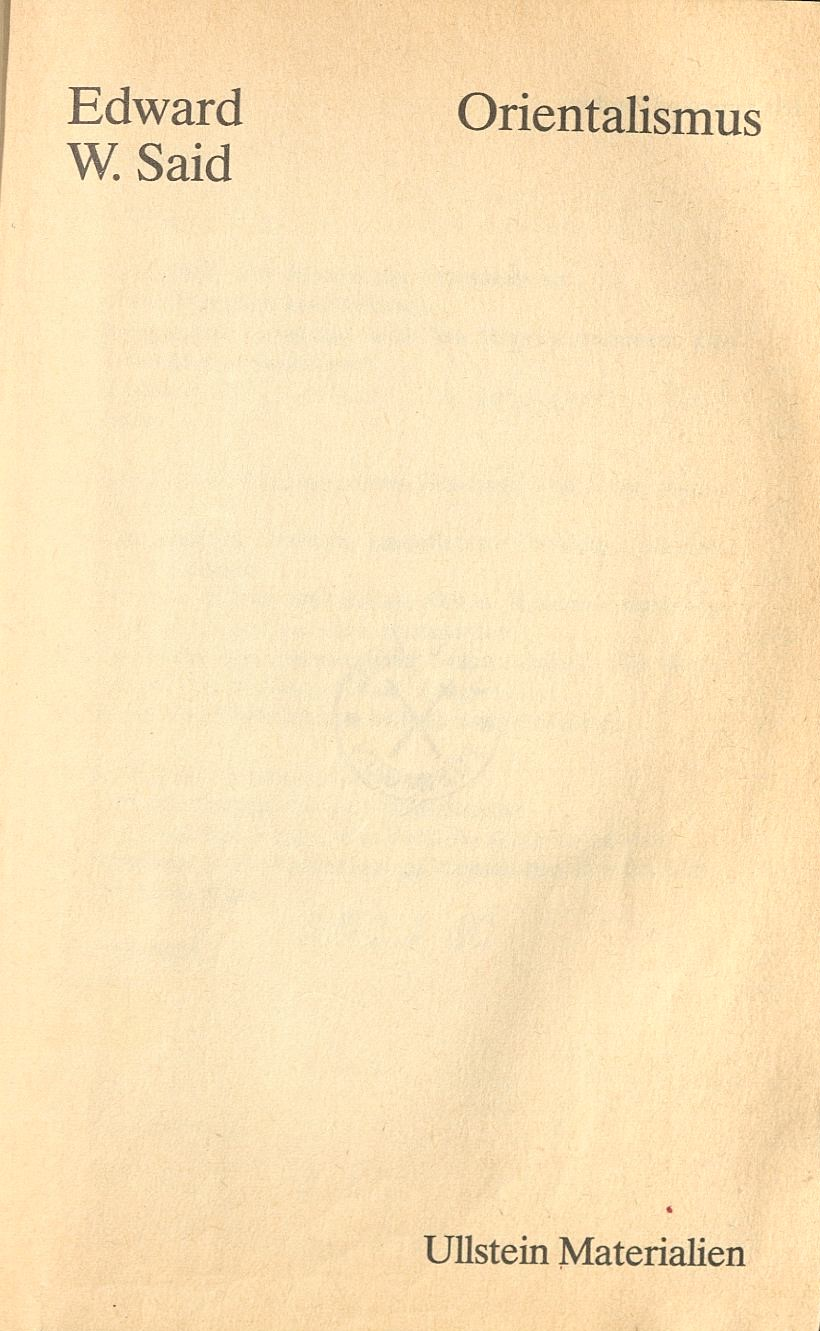
Titelseite eines Paperbacks

- bei Zeitungen und Zeitschriften nimmt die Titelseite eine Sonderstellung ein, sie ist die allererste und damit sichtbare Seite (das Wort Cover ist darum hier gebräuchlicher) beziehungsweise die Vorderseite der Titelseite mit dem Emblem der Zeitschrift, ihrem Schriftzug und dem aktuellen Titelbild;
- bei Büchern, Broschüren oder Taschenbüchern auf der ersten Seite (Schmutztitel) und/oder der dritten oder fünften (beide Titel im eigentlichen Sinne): Die Seite, die den gesamten Buchtitel mit Untertitel und Autor und zumeist auch den Verlag nennt.

## Abgrenzungen
Bei Aussagen über die Titelseite sind Differenzierungen zu beachten.
Heutige Bücher haben meist farbige Einbände oder Schutzumschläge, auf denen der Buchtitel mit einem ansprechenden Bild, dem Titelbild, erscheint. In der Buchherstellung wird hier vom Cover oder der Vorderseite des Schutzumschlages mit dem Buch- oder Werktitel gesprochen. Die Titelseite jedoch gehört zur Titelei (Buch, Broschüre) und/oder zum Titelbogen (Zeitung/Zeitschrift).

## Titelseite in der Titelei
Die Titelseite ist Teil der Titelei und hat ihren historischen Platz auf der dritten (rechten) Seite des Buchblocks. Auf dem Verso des Schmutztitels, also dem Titel gegenüber auf der zweiten Seite, stand früher oft das Frontispiz, heute ist die Seite meist leer. Auf der Rückseite des Titelblattes, also auf Seite vier des Buchblocks, steht heute das Impressum, auf dem alle wichtigen Daten rund um das Buch vermerkt sind. Die erste Seite des Buchblocks nennt sich Schmutztitelseite, auf ihr ist meist der Titel in Kurzform vermerkt.

## Einträge auf der Titelseite
Auf der Titelseite sind die wichtigsten bibliographischen Daten aufgeführt. Neben dem Haupt- und Untertitel des Buches sollte der Autor und/oder der Herausgeber, ggf. auch der Übersetzer mit vollem Namen angegeben werden. Auch der Verlag, der Verlagsort und das Erscheinungsjahr sollten dort stehen. Mitunter ist auch das Verlagssignet abgebildet. Auch auf der Frontispizseite stehen oft noch Angaben, die zum Titel gehören. Dies ist meist der Fall, wenn ein Band in einer Buchreihe veröffentlicht wird. Auf dieser Seite ist dann der Reihentitel zu finden.

## Funktion der Titelseite
Die Titelseite ist „Grundlage der modernen Bibliographie und Titelaufnahme in Bibliothekarischen und Buchhändlerischen Katalogen“. Mit Hilfe der Indexierung des Buchinhalts können Verzeichnisse erstellt werden, die es ermöglichen, bestimmte Literatur mit Hilfe von Schlagwörtern schnell zu finden. Zudem dient die Titelseite zur weiteren Orientierung des Lesers. Für den Kauf eines Buches ist die Titelseite heute nicht mehr ausschlaggebend. Hier spielt eher die Gestaltung des Einbandes oder des Schutzumschlages die größte Rolle.

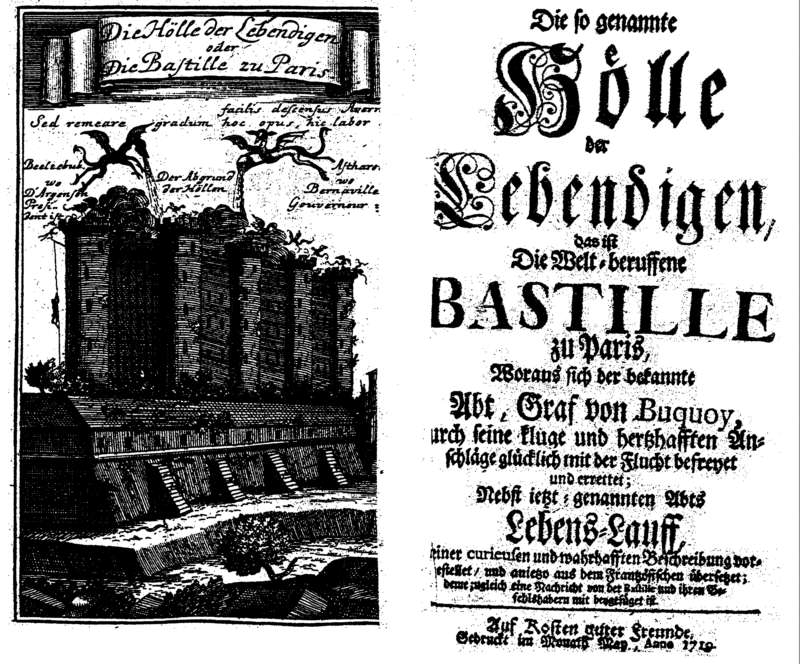
Die so genannte Hölle der Lebendigen, das ist die welt-beruffene Bastille zu Paris (1719). Links: Frontispiz, rechts: Titelseite

## Geschichte

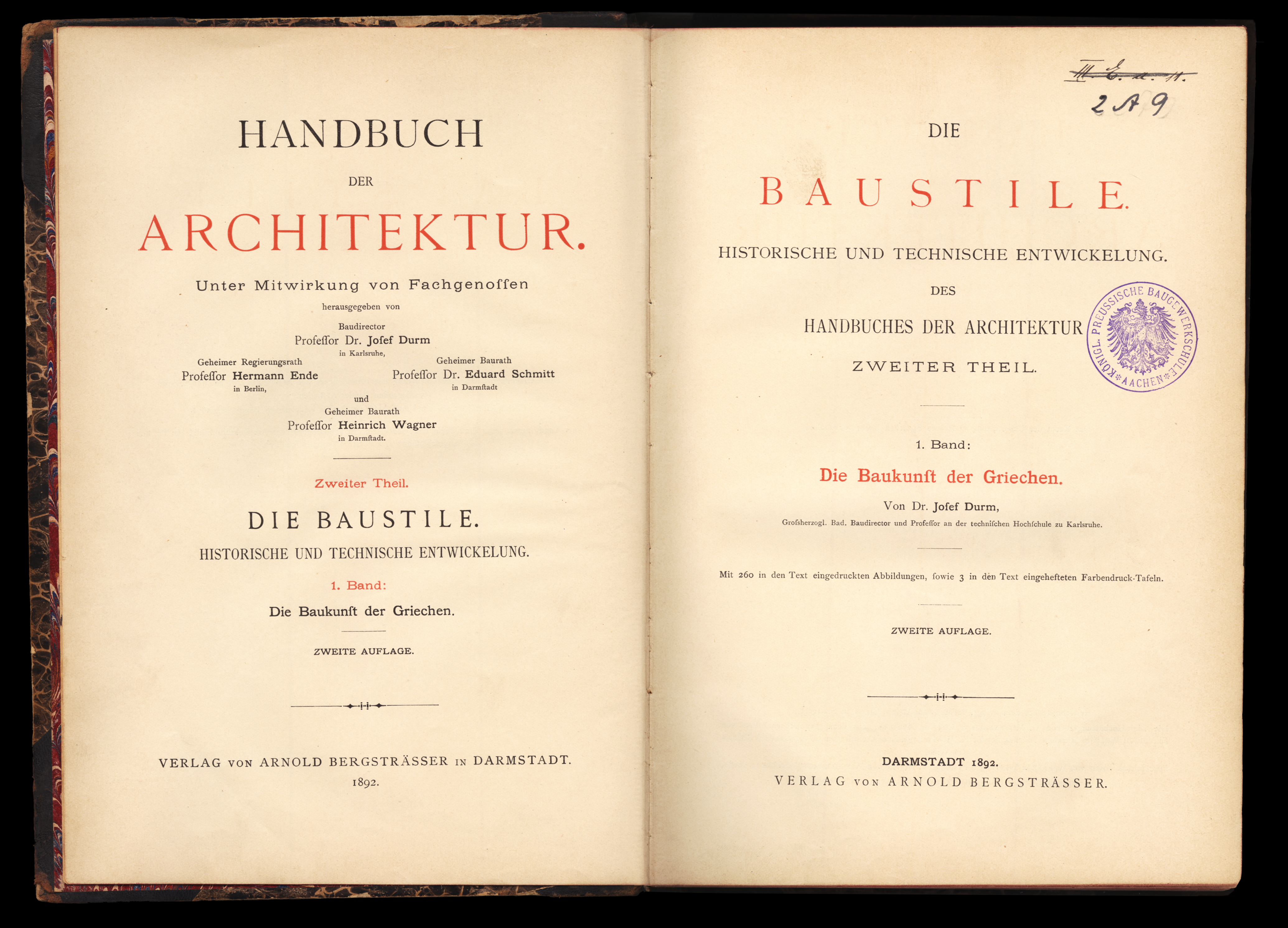
Links Titelblatt des mehrbändigen Werkes, rechts Titelseite des Stückes (des einzelnen Bandes), 19. Jahrhundert

In frühen Drucken war die Titelseite die erste gedruckte Seite des Buches. Ihr konnte ein Frontispiz vorgeschaltet werden – einen Titelkupfer oder bei günstigeren Büchern ein Holzschnitt. Die meisten Buchbinder banden das Frontispiz der Titelseite gegenüber, so dass es (wie im nebenstehenden Beispiel) links und die Titelseite rechts stand. (Zuweilen definiert man an dieser Stelle als „Kupfertitel“ ein Frontispiz, das den Titel mit dem Bild oder innerhalb des Bildes wiederholt.)

### Historische Funktion der Titelseite
Die Titelseite war bis zur Entstehung der industriellen Buchproduktion Mitte des 19. Jahrhunderts, also solange Bücher vor allem ungebunden verkauft wurden, die wichtigste Seite des zum Verkauf anstehenden Buches. Sie war lange die erste sichtbare Seite des Buchblockes. In einigen Fällen wurde vor die eigentliche Titelseite ein aufwendig gestalteter Kupfertitel gebunden. Oft las man auf der Titelseite nur einen einzigen langen, graphisch untergliederten Satz, der zuerst den Titel nannte, zusammenfasste, was in dem Buch an Informationen geboten wurde, den Autor oder sein Pseudonym notierte und mit dem Impressum abschloss: den Angaben des Verlagsortes, des Verlegers und des Druckjahres. Titelseiten lagen, kam ein Buch ins Angebot, obenauf. Die Seiten darunter waren noch unaufgeschnitten und erlaubten darum keine Einsichtnahme. Erst der Buchbinder schnitt sie auf. Kunden orientierten sich im Laden mithin über die Angaben, die die Titelseite machte. Heute haben diese Funktion die Rückseite des Buches mit einem Kurztext oder der Klappentext auf den Einschlagklappen des Schutzumschlages (sofern es sich um ein Hardcover oder eine Klappenbroschur handelt) übernommen. Titelseiten wurden zudem oft im Überschuss gedruckt und in Buchhandlungen ausgehängt; sie fungierten damit als gedruckte Buchwerbung. Ab dem 18. Jahrhundert nahm die der Titelseite vorgeschaltete Schmutztitelseite die erste Seite des Buchblocks für sich in Anspruch.

### Wandel der Titelseite
Als Mitte des 19. Jahrhunderts der Verkauf fertig gebundener Bücher die Regel wurde, nahmen diese Verlagseinbände die ursprüngliche Rolle von Frontispiz und Titelseite in sich auf. Vor allem nach dem Zweiten Weltkrieg übernahmen diese Funktion die Schutzumschläge. Die Detailinformationen zum Buch stehen heute im Impressum, zumeist auf der Rückseite (Verso) des Titelblattes oder am Ende des Buches (Kolophon). Die Informationen, die heute das Bibliothekswesen, das Urheberrecht und das Presserecht den Publikationen abverlangen, sind zu umfangreich geworden, um noch auf den Vorderseiten der Titelblätter untergebracht werden zu können; sogar zusätzliche Auskünfte über das verwendete Papier und die Schrifttype etc. finden bei manchen Buchausgaben hier ihren Platz.
Seit etlichen Jahren fordert der Verband deutschsprachiger Übersetzer literarischer und wissenschaftlicher Werke, VdÜ, dass der Name des Übersetzers regelmäßig auf der Titelseite erscheint. Sehr langsam bürgert sich diese Praxis bei den Verlagen ein. Rechtlich durchzusetzen ist sie nur, wenn der Übersetzungsvertrag bereits eine entsprechende Klausel enthält.

## Besonderheiten
Bei Drucken der frühen Neuzeit kann es interessant sein, Titel vollständig zu „transkribieren“, das heißt, den Text der Titelseite Zeile für Zeile unter Beachtung der Groß- und Kleinschreibung abzuschreiben und jeweils durch einen senkrechten Strich den Zeilenwechsel zu markieren. Das erlaubt es, Druckversionen zu unterscheiden und später zu erkennen, welche Informationen das Buch überhaupt enthielt, und welche Worte dabei im Vordergrund standen (die einzelnen großen Worte, die eine ganze Zeile für sich einnahmen) – hier mit Vermerk des eingesetzten Rotdruckes:
Die so genannte| Hölle| der| Lebendigen,| das ist| Die Welt-beruffene| BASTILLE| zu Paris,| Woraus sich der bekannte| Abt, Graf von Buquoy,| durch seine kluge und hertzhafften An-|schläge glücklich mit der Flucht befreyet| und errettet;| Nebst jetzt-genannten Abts| Lebens-Lauff,| in einer curieusen und wahrhafften Beschreibung vor-|gestellet, und anietzo aus dem Frantzösischen übersetzet;| deme zugleich eine Nachricht von der Bastille und ihren Be-|fehlshabern mit beygefüget ist.| [Linie]| Auf Kosten guter Freunde,| Gedruckt im Monath May, Anno 1719.
Eine ausführlichere Anleitung zur Aufnahme von Titeln der frühen Neuzeit bietet der Artikel Titelaufnahme.